# The Sims 4: Jungle Adventure
The Sims 4: Jungle Adventure — шостий ігровий пакет для комп'ютерної гри жанру стратегічного симулятору життя The Sims 4. Доповнення вийшло 27 лютого 2018. Додає новий район під назвою Сельвадорада. Вводить нові кулінарні страви, рухи для танців та нову музику. Дає можливість відкопувати стародавні артефакти та досліджувати містичні реліквії.

## Нововведення
- Новий район: Сельвадорада[2]
- Нові навички: Сельвадорадська культура та Археологія[3]
- Нова форма життя: скелет
- Нові радіостанції
- Нові досягнення